# Joe Lieberman
Joseph Isadore Lieberman, detto Joe (Stamford, 24 febbraio 1942 – New York, 27 marzo 2024), è stato un politico statunitense, senatore per lo stato del Connecticut dal 1989 al 2013 ed in precedenza procuratore generale dello stesso stato dal 1983 al 1989. Fu, inoltre, senatore statale dal 1971 al 1981. Storico moderato del Partito Democratico, dal 2006 indipendente, Lieberman fu altresì il candidato del Partito Democratico per la carica di Vicepresidente degli Stati Uniti d'America in ticket con il candidato Presidente Al Gore nelle elezioni presidenziali del 2000, poi vinte dal GOP, guidato da George W. Bush. Promotore della sicurezza nazionale, in politica estera fu un forte sostenitore di Israele e della Guerra in Iraq.
Durante l'amministrazione Obama, la sua opposizione all'assicurazione sanitaria pubblica ebbe un ruolo importante nel mantenimento del sistema privato statunitense.

## Biografia
Joseph Isadore Lieberman nacque il 24 febbraio 1942 a Stamford, nel Connecticut, da Henry, gestore di un negozio di liquori, e da Marcia Lieberman (nata Manger). La famiglia di Lieberman è di origini ebree: i nonni paterni provenivano dal Regno del Congresso Polacco, mentre i nonni materni dall'Austria-Ungheria.
Nel 1964 Lieberman conseguì la laurea in scienze politiche all'Università Yale rappresentando il primo membro della sua famiglia a laurearsi. Nel 1967 Lieberman ottenne la sua seconda laurea, sempre alla Yale Law School, questa volta in giurisprudenza, avviandosi alla carriera di avvocato nello studio Wiggin&Dana LLP di New Haven.

## Carriera politica

### Senatore e procuratore generale del Connecticut (1971-1989)
La carriera politica di Lieberman iniziò nel 1970, quando decise di candidarsi con il Partito Democratico per un seggio al Senato del Connecticut, vincendo l'elezione e prestando servizio come senatore per 10 anni, dal 1971 al 1981. Nel 1980 Lieberman si ricandidò per il seggio senatoriale, ma fu sconfitto dal repubblicano Lawrence J. DeNardis, col quale collaborò per diversi disegni di legge bipartisan.
Durante il mandato senatoriale, Lieberman assunse diverse posizioni di rilievo, come quella di leader della maggioranza. 
La carriera di Lieberman si arrestò per 2 anni, dal 1981 al 1983, anno in cui assunse le funzioni di Procuratore Generale (affidatario quindi del portafoglio della giustizia) del Connecticut, ricoprendole fino al 1989. Durante l'incarico di procuratore, Lieberman insistette molto sui temi ambientali e sulla tutela dei consumatori.

### Senatore degli Stati Uniti d'America per il Connecticut (1989-2013)

#### Primi anni da senatore e rapporti con Bill Clinton
Lieberman nel 1988 iniziò la campagna elettorale per l'elezione ad un seggio al Senato degli Stati Uniti d'America, fino a quel momento occupato dal repubblicano liberale Lowell Weicker.
Nelle elezioni generali, Lieberman vinse con un margine di 10.000 voti sull'avversario, soprattutto grazie al supporto di esponenti conservatori, come i fratelli James e William Buckley. Inoltre, Lieberman ricevette il sostegno della comunità cubano-statunitense nel Connecticut.
Lieberman, durante il mandato da senatore, avviò importanti disegni di legge.
Contrario alla violenza nei videogiochi e preoccupato dalla popolarità di Mortal Kombat, Lieberman ebbe un ruolo importante nella spinta politica per la nascita dei sistemi di classificazione dei videogiochi.

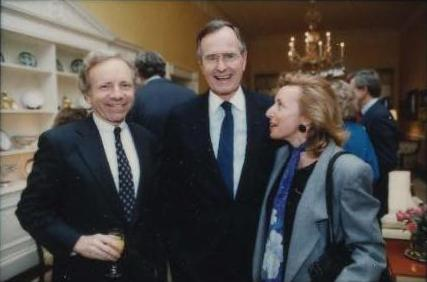
Joe Lieberman con il Presidente degli Stati Uniti d'America George H. W. Bush nel 1991

Lieberman venne eletto per 3 mandati al Senato con altissime percentuali di consenso, tra cui nel 1994 con il 67% dei voti.
Lieberman, inoltre, assunse in diverse occasioni posizioni differenti dal proprio partito durante gli 8 anni dell'amministrazione Clinton: nel 1998, Lieberman si espresse duramente contro il Presidente Bill Clinton in merito allo Scandalo Lewinsky, episodio ricordato nel 2014:
"Era una cosa molto difficile da fare per me perché mi piaceva, ma sentivo davvero che quello che aveva fatto era terribile e che, a meno che non sentissi dentro di me di dover dire qualcosa, sarei stato un ipocrita. Sentivo anche che se qualcuno che lo sosteneva non avesse detto nulla, non sarebbe stato opportuno. E così ha attirato molta attenzione. Ricevetti una chiamata da Erskine Bowles, che era il Capo dello Staff, circa tre o quattro giorni dopo, dicendo che avrebbe espresso un'opinione che non era universalmente condivisa alla Casa Bianca - pensava che avessi aiutato il presidente facendo scoppiare l'ascesso, quella era la metafora che usò. La domenica mattina seguente, ero a casa e suonò il telefono, era la Casa Bianca. Ed era passata circa una settimana e un paio di giorni da quando avevo fatto il discorso. Era il Presidente, "Voglio solo che tu sappia che non c'è nulla che hai detto in quel discorso con cui non sono d'accordo. E voglio che tu sappia che ci sto lavorando." E abbiamo parlato per circa quarantacinque minuti. È stato incredibile."
Lieberman fu inoltre presidente del Democratic Leadership Council dal 1995 al 2001 e nel 2000 fu il primo fondatore del gruppo democratico dei New Democrats Coalition, molto propensi a coniugare il progressismo sociale al liberismo, similmente al Presidente Bill Clinton.

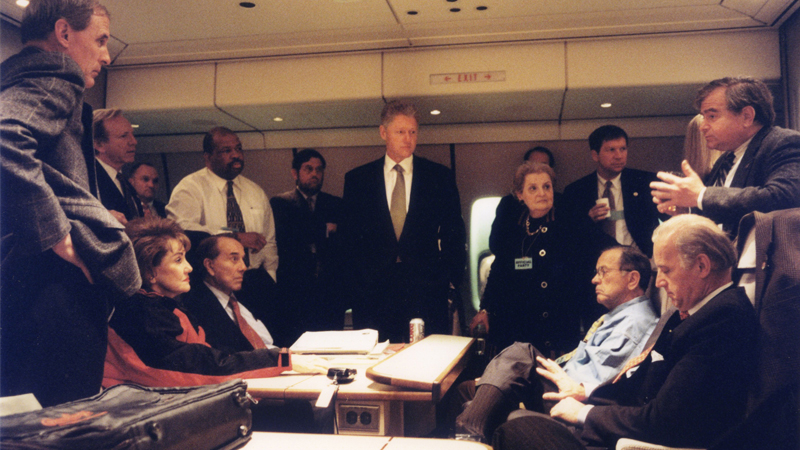
Lieberman (secondo da sinistra) e colleghi del Senato con il Presidente Bill Clinton e la sua squadra di sicurezza nazionale sull'Air Force One in Bosnia nel 1997.

#### Candidato vicepresidente degli Stati Uniti d'America alle presidenziali 2000
Nell'agosto 2000, il candidato presidente degli Stati Uniti d'America del Partito Democratico Al Gore selezionò Lieberman come candidato vicepresidente degli Stati Uniti d'America, con l'intento di evidenziare una certa discontinuità dagli 8 anni precedenti dell'amministrazione Clinton (durante la quale fu vicepresidente Al Gore), alla luce del fatto che Lieberman avesse espresso diverse critiche a Clinton e che fosse inoltre il primo candidato in un ticket presidenziale a professare l'ebraismo.
Nelle elezioni presidenziali del 2000, dopo una lunghissima disputa elettorale durata mesi per il conteggio di voti in Stati come la Florida, la coppia Gore-Lieberman, pur avendo conquistato la maggioranza nel voto popolare, non ottenne la maggioranza dei grandi elettori e fu costretta a concedere la vittoria alla coppia del Partito Repubblicano Bush-Cheney.

#### Amministrazione Bush Jr
Nel giugno 2001, Lieberman divenne presidente del Comitato Affari Governativi del Senato dopo il controllo dei democratici e, in tale veste, Lieberman promosse fortemente un rafforzamento delle misure sulla sicurezza nazionale dopo gli attentati dell'11 settembre 2001, promuovendo da presidente di commissione l'accorpamento tra l'Ente federale per la gestione delle emergenze (FEMA), il Servizio Doganale, le Pattuglie di Frontiera e l'United States Coast Guard sotto un nuovo Dipartimento federale: La proposta di Lieberman si realizzò nel 2002 con la creazione del Dipartimento della Sicurezza Interna.
Nell'ambito della guerra in Iraq del 2003, Lieberman fu uno dei più strenui promotori del conflitto, approvando molte volte la gestione del conflitto da parte dell'amministrazione Bush, afferente al Partito Repubblicano, mentre Lieberman era un democratico: l'approvazione di moltissime delle istanze di George W. Bush valsero a Lieberman le aspre critiche di alcuni colleghi progressisti del Partito Democratico.
Nel 2004 tentò di ottenere la nomina democratica per le elezioni presidenziali del 2004, ma gli insuccessi nelle primarie lo portarono a ritirare la candidatura.

#### Rielezione del 2006
Nel 2006, Lieberman cercò la rielezione per il consueto seggio al Senato degli Stati Uniti per il Connecticut, perdendo la prima elezione primaria interna ai delegati del Partito Democratico del Connecticut contro il businessman di Greenwich Ned Lamont (il quale divenne poi governatore del Connecticut), costringendo i 2 candidati a sfidarsi nelle primarie aperte a tutti nel mese di agosto.
Tuttavia, Lieberman dichiarò che avrebbe presentato la documentazione per la rielezione anche se avesse perso le consultazioni popolari di agosto, dichiarando: "Sono un democratico leale, ma ho una lealtà che è maggiore di quella verso il mio partito, e questa è la mia lealtà verso il mio Stato e il mio Paese".
A luglio, Lieberman decise di ritirarsi dalle primarie democratiche del mese successivo, concedendo la nomina a Ned Lamont e, contestualmente, avviando una raccolta firme (rivelatasi poi un successo) per la creazione del partito "Connecticut per Lieberman", che raccoglieva esponenti democratici e repubblicani che sostenevano Lieberman e disapprovavano la nomina di un democratico contrario al conflitto in Iraq.

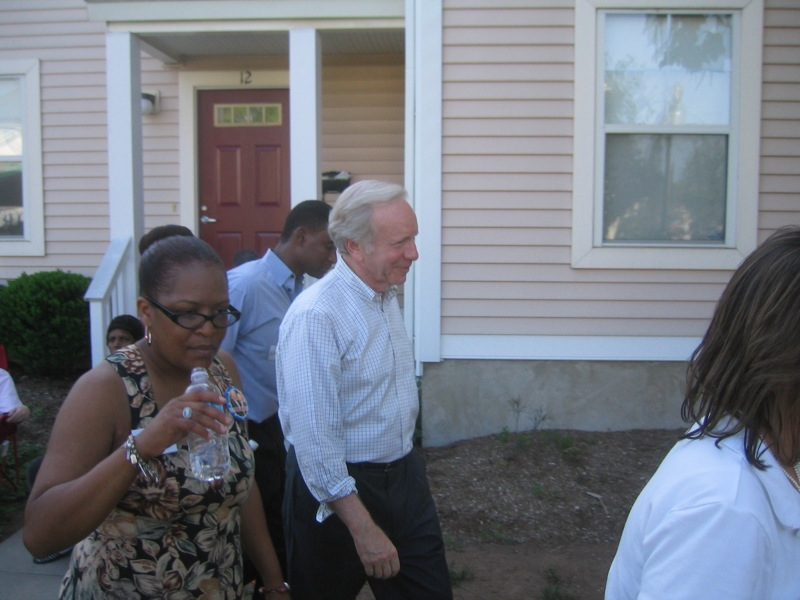
Joe Lieberman nel 2006, mentre svolge la propria campagna elettorale in Connecticut da indipendente

Di fatto Lieberman si candidò da indipendente (pur considerandosi per tutta la sua carriera politica un democratico), contrapposto al democratico Ned Lamont e al repubblicano Alan Schlesinger (che annaspava con bassissime percentuali di consenso). Il 7 novembre Lieberman vinse le elezioni generali con il 50% dei voti contro il 40% di Lamont e il 10% di Schlesinger.
Lieberman ottenne la sua vittoria grazie a un sostegno al 33% democratico, al 54% indipendente e al 70% repubblicano: il 70% dei repubblicani testimoniò l'allontanamento di Lieberman da posizioni progressiste del Partito Democratico, ricevendo infatti endorsements da numerosi esponenti repubblicani come Rudolph Giuliani, Michael Bloomberg e Al D'Amato.

#### Ultimo mandato e opposizione
Dopo l'elezione, Lieberman ricoprì la carica di presidente della commissione Affari Intergovernativi, allontanandosi tuttavia dalle collaborazioni politiche con il Partito Democratico, sostenendo e comparendo nel 2008 con il candidato presidente degli Stati Uniti d'America del Partito Repubblicano John McCain (elogiando le opinioni di quest'ultimo sulla guerra al terrorismo), salvo poi dichiarare che avrebbe fortemente voluto la Casa Bianca occupata da un democratico. 

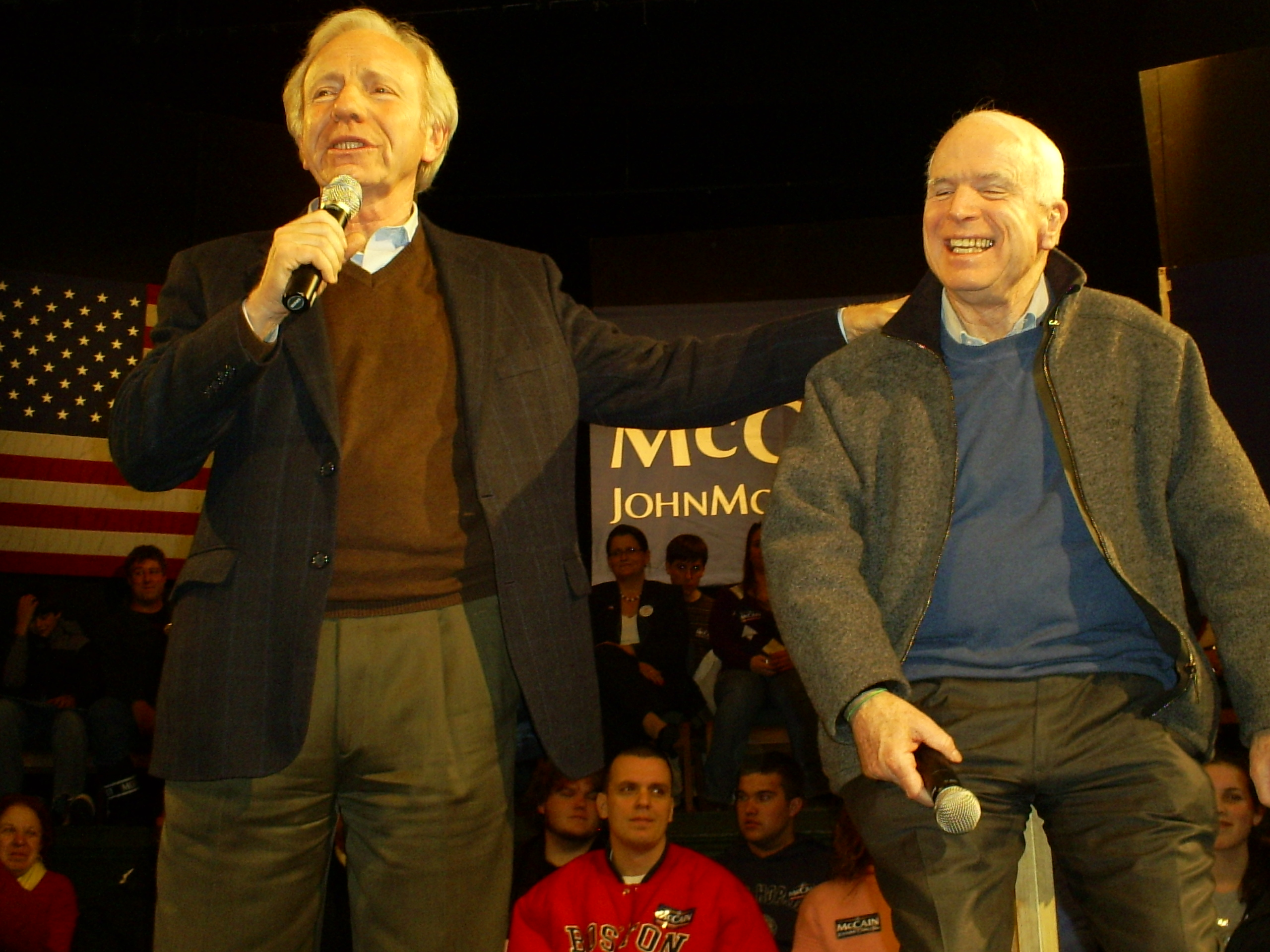
Lieberman insieme al candidato presidente per il Partito Repubblicano John McCain in un evento elettorale a Derry, in New Hampshire, nel 2008

Nel 2009 Lieberman fu tra i protagonisti dell'opposizione alle riforme sanitarie dell'amministrazione Obama. Con la riforma Obamacare, mirata ad espandere la copertura sanitaria di alcuni programmi federali, sarebbe stata aggiunta un'assicurazione sanitaria pubblica opzionale (da non confondere con la sanità pubblica, non presente negli Stati Uniti) in competizione con le assicurazioni private. Lieberman, beneficiario di varie donazioni da aziende sanitarie e voto decisivo per l'approvazione, minacciò ostruzionismo contro la legge, e l'assicurazione sanitaria pubblica fu tagliata. Il disegno di legge senza la scelta pubblica fu in seguito approvato con il suo voto.
Ancora nel gennaio del 2011 Lieberman "continuava a insistere che Saddam Hussein stava sviluppando armi di distruzione di massa" (anche se nessuno ne aveva mai rinvenuta la minima parte dopo la invasione dell'Iraq) e "disse anche che, malgrado gli enormi costi in sangue, prestigio e denaro da parte degli USA, non rimpiangeva il suo voto a favore della guerra e che lo avrebbe rifatto ancora".
Lieberman non cercò la rielezione nelle elezioni 2012, cosciente del basso consenso che catalizzava e l'impossibilità di una candidatura indipendente vincente come 6 anni prima.
Gli succede come senatore degli Stati Uniti d'America per il Connecticut l'esponente del Partito Democratico Chris Murphy.

### Morte
Joe Lieberman morì il 27 marzo 2024 all'età di 82 anni al New York-Presbyterian Hospital in seguito alle ferite riportate a causa di una caduta nella sua casa del Bronx.

## Vita privata
Lieberman si sposò 2 volte: nel 1965 con Betty Haas, mentre ancora Lieberman frequentava l'università, e con la quale ebbe 2 figli, Matt e Rebecca.
Il secondo matrimonio avvenne nel 1982 con Hadassah Freilich Tucker, anche lei ebrea, da cui Lieberman ebbe una terza figlia, Hana.